# Farr West
Farr West – miasto w Stanach Zjednoczonych, w stanie Utah, w hrabstwie Weber.